# Jarmolińce (stacja kolejowa)
Jarmolińce (ukr. Ярмолинці) – węzłowa stacja kolejowa w miejscowości Jarmolińce, w rejonie chmielnickim, w obwodzie chmielnickim, na Ukrainie. Węzeł linii Chmielnicki – Kamieniec Podolski – Kelmieńce z linią do Husiatynia.
Stacja istniała w okresie międzywojennym. Położona była wówczas poza miastem, które do czasów współczesnych rozrosło się, wchłaniając tereny wokół stacji.